# ヴォーティガンとロウィーナ
『ヴォーティガンとロウィーナ』（Vortigern and Rowena）は、イギリスの戯曲。1796年に現れた時は、新たに発見されたウィリアム・シェイクスピアの劇と宣伝された。シェイクスピア外典に含まれるが、ウィリアム・ヘンリー・アイアランド作の偽作である。1796年4月2日の初演は1回きりで、観客たちの失笑を買った。題名となった主人公ヴォーティガンとロウィーナは「ブルターニュもの」（アーサー王物語）に登場する人物である。

## 歴史

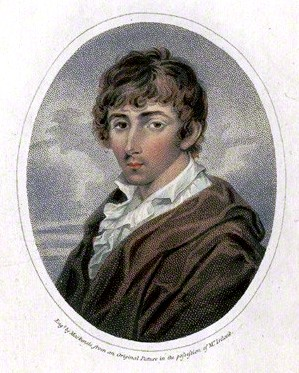
ウィリアム・ヘンリー・アイアランド。本作執筆時は18歳だった

アイアランドはそれまでにもシェイクスピアが書いたとする偽作をいくつも発表していたが（Ireland Shakespeare Forgeries参照）、『ヴォーティガンとロウィーナ』は最初にして唯一の戯曲である。失われたシェイクスピアの戯曲が新たに発見されたと聞いて、アイルランドの劇作家リチャード・ブリンズリー・シェリダンは、ロンドン、ドルリー・レーン劇場での初演の権利を300ポンドで買い、収益の半分をアイアランド家に約束した。しかし劇を読んだ後、シェリダンは、シェイクスピアの他の作品に較べて、内容があまりに単純なことに気がついた。ドルリー・レーン劇場の支配人でヴォーティガン役を演じることに決まっていた俳優ジョン・フィリップ・ケンブル（John Philip Kemble）もその信憑性に疑いを持った。さらに上演前の3月21日には、アイルランドのシェイクスピア研究家エドモンド・マローン（Edmond Malone）が、『ヴォーティガンとロウィーナ』の信憑性とアイアランドが発見したという他の文献に関する本『An Inquiry into the Authenticity of Certain Miscellaneous Papers and Legal Instruments（諸々の新聞ならびに法機関の信憑性の調査）』を出版した。
そして迎えた4月2日の上演で、ケンブルは自分の疑惑を示すため、ヴォーティガンの台詞「そして、此の厳粛なる嘲りが終わりし時」を繰り返した時、観客たちも劇を嘲笑い、以後二度と上演されなかった。評論家たちはウィリアム・ヘンリー・アイアランドでなく父親のサミュエルを偽作の罪で非難した。ウィリアムは2つの自供書で責任を取った。父子の評判は回復することなく、ウィリアムはフランスに逃げ出した。1832年にイングランドに戻ってきて、自分の作品として『ヴォーティガンとロウィーナ』を出版したが、成功には至らなかった。

## テキスト
やはりシェイクスピア外典に含まれる『マーリンの誕生』、『ロークラインの悲劇』同様、『ヴォーティガンとロウィーナ』は「ブルターニュもの」、とくに、ジェフリー・オブ・モンマスの『ブリタニア列王史』を材源としている。シェイクスピア正典では『リア王』（モデルはレイア王）、『シンベリン』（モデルはキンベリヌス王）がそうである。
『ヴォーティガンとロウィーナ』は、コンスタンティアスから王位を簒奪した伝説のブリタニア王ヴォーティガンの話である。ヴォーティガンはサクソン王ヘンゲストの娘ロウィーナに恋するが、結局は、コンスタンスの兄弟であるオーレリアスとウーゼル（アーサー王の父親）の復讐を受ける